# Koninkrijk Mali
Het koninkrijk Mali was een islamitisch rijk van de Mandinka dat van de veertiende tot de zestiende eeuw bestond. Het werd gesticht door Sundjata Keïta en was beroemd vanwege de vrijgevigheid en de rijkdom van zijn koning, Kouta Moussa, maar ook vanwege de fabelachtige rijkdommen van de hoofdstad Timboektoe.
Het koninkrijk Mali beleefde zijn grootste bloei in de veertiende eeuw en strekte zich uit van de Sahara tot het oerwoud en van de Atlantische Oceaan tot de Niger. Het omvatte het huidige Mali, Senegal, Gambia, Guinee-Conakry en Mauritanië. Hoewel het koninkrijk Mali en daarna het Songhai-rijk grote rijkdom op wisten te bouwen, bleken ze uiteindelijk niet in staat om de eenheid te bewaren. De belangrijkste beperkingen waren het ontbreken van goede vaarwegen en pakdieren, een onherbergzaam landschap en een ongastvrij klimaat. Slavenhandel met Noord-Afrika en later Amerika werd een belangrijke bron van inkomsten, waardoor de groei van de bevolking en landbouw gehinderd werd.

## Oorsprong
Het gebied van de Mandinka (of Mandé) was verdeeld in drie provincies, die door Malinké-clans werden geleid: de provincie Do viel onder de clan Condé, de provincie Bouré onder de Camara en de clan Keïta, geallieerd aan de clan Traoré en de clan Konaté regeerde de provincie Kiri. Tegen 1050 kreeg de clan Keïta de overhand. Ze bekeerden zich tot de islam en weigerden zich te onderwerpen aan het Koninkrijk Ghana.
Aan het einde van de twaalfde eeuw regeerde Naré Fa-Maghan Keita, vader van Sundjata Keïta. Hij probeerde om zich met de naburige koninkrijken te verbinden, teneinde zich te verzetten tegen de nomaden uit de Sahara die slaven gevangennamen.
In het noorden verenigde Soumaoro Kanté in de dertiende eeuw de Sosso. Hij vormde een gedisciplineerd leger en om de goudmijnen in handen te krijgen, viel hij de Mandinka aan.

## Sundjata Keïta
In moeilijkheden gebracht door de aanvallen van Soumaoro Kanté deden de Mandinka een beroep op Sundjata Keïta, die volgens de door de griots vertelde traditie, gehandicapt was en slechts laat had leren lopen. Hij werd vervolgd door zijn oudere broer Dankaran Tuman, wat Sundjata Keïta dwong in ballingschap te gaan in Néma.
In 1230 werd hij koning en verenigde de Mandinka-clans in Siby. Hij vormde een leger van tienduizend ruiters en honderdduizend infanteristen en begon een oorlog tegen de koning van de Sosso. In 1235 overwon Sundjata Keïta in een laatste veldslag in Kirina het leger van Soumaoro Kanté. Volgens de legende verdween Soumaoro Kanté in de bergen.
Sundjata Keïta veroverde vervolgens alle koninkrijken in het gebied, die hij onder zijn leiding verenigde tot het koninkrijk Mali. Hij werd uitgeroepen tot Mansa, "koning der koningen". Daarop volgde een administratieve en militaire organisatie indeling waarbij de bevolking in 30 clans werd verdeeld: 16 clans van vrije mannen; 4 clans van griots; 5 clans van maraboets en 5 clans van handwerkslieden. Verder stelde hij twee militaire regeringen in, één in het noorden in Soura en één in het zuiden in Sankaran, terwijl Niani de hoofdstad van Mali werd.
Na de veroveringen stond de regeerperiode van Sundjata Keïta bekend als een tijdperk van vrede en welvaart. Met de afkondiging van het Handvest van Manden staat de regeerperiode van Sundjata Keïta ook bekend als een tijdperk van vrijheid. Het Koninkrijk Mali verenigde verschillende bevolkingsgroepen met een andere etnische herkomst, zoals de Malinka, Bambaras, Wolofs en de Toucouleurs.
Sundjata Keïta stierf in 1255, waarschijnlijk door verdrinking.

## De opvolgers van Sundjata Keïta
Na de dood van Sundjata Keïta volgden verschillende zonen hem op, te weten Ouali Mansa wullen (van 1255 tot 1270), Ouati (van 1270 tot 1274) en Khalifa (van 1274 tot 1275). Vervolgens volgde de kleinzoon van Sundjata Keïta, Abu Bakr (Abubakar I), hem op. Hij regeerde van 1275 tot 1285.
Na diens dood maakte Sakoura, die geen deel uitmaakte van het geslacht Keïta, zich meester van de troon. Hij regeerde van 1285 tot 1300 en gedurende deze 15 jaar versterkte hij het koninkrijk Mali.
Na zijn dood herkregen de afstammelingen van Sundjata Keïta de macht, met Gao (van 1300 tot 1305), zijn zoon Mohammed ibn Gao (van 1305 tot 1310) en ten slotte zijn neef Aboubakri II (van 1310 tot 1312).
Aboubakri II is beroemd geworden door het lanceren van twee expedities om de grenzen van de oceaan te verkennen. De eerste expeditie bevatte 200 kano's, waarvan er slechts één terugkeerde. De tweede expeditie bestond uit 2000 kano's. Aboubakri II scheepte in op een van deze kano's en droeg de macht over aan zijn zoon Kouta Moussa. Geen enkele kano kwam terug en Aboubakri II kwam in zee om. Sommige historici geloven dat enkele kano's Amerika bereikt kunnen hebben, twee eeuwen voor Christoffel Columbus.

## Kouta Moussa

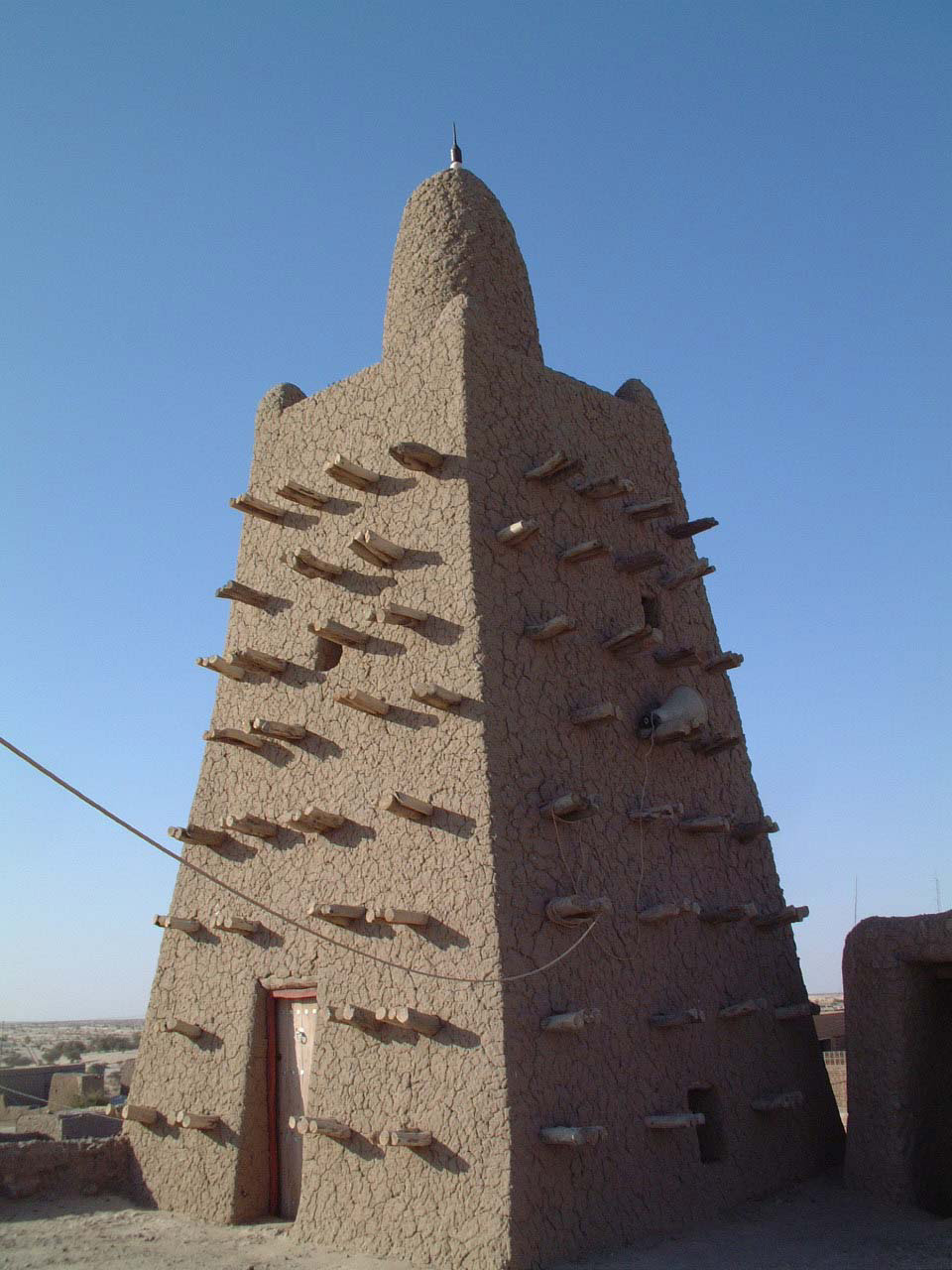
De Djingareyber-moskee in Timboektoe.

Kouta Moussa (oftewel Mansa Moussa) kwam aan de macht in 1312. Onder zijn regering bereikte het koninkrijk zijn hoogtepunt, van de Adrar des Ifoghas-bergen tot aan de monding van de Gambia.
In 1324 ging Moussa op bedevaart naar Mekka, vergezeld door duizenden bedienden en slaven. Onderweg deelde hij zo veel goud uit (ongeveer 10 ton), dat de goudkoers gedurende verschillende jaren daalde. Zijn edelmoedigheid zou de geesten geraakt hebben.
Kouta Moussa keerde naar Mali terug met verschillende wetenschappers en kunstenaars, onder wie Abu Ishaq es-Saheli uit Granada, de architect en bouwmeester van de in 1328 gebouwde Djinguereber-moskee in Timboektoe. Kouta Moussa stierf in 1337.

## De opvolgers van Kouta Moussa en het verval van het koninkrijk Mali
Opvolgers van Kouta Moussa waren Mansa Maghan (van 1337 tot 1341), Mansa Souleiman, de broer van Kouta Moussa (van 1341 tot 1360), zijn zoon Kassa (1360), Mari Diata II, de zoon van Mansa Maghan (van 1360 tot 1374), zijn zoon Moussa II (van 1374 tot 1387), Magha II (van 1387 tot 1389) en de overweldiger Sandaki (van 1389 tot 1390).
Na de dood van Mansa Soulemane verzwakten twisten om de opvolging het koninkrijk dat achtereenvolgens door de Mossi, de Touareg en de Songhai werd aangevallen.
in de 16e en 17e eeuw kromp het koninkrijk in tot zijn oorspronkelijke afmetingen.